# Ministro plenipotenciario

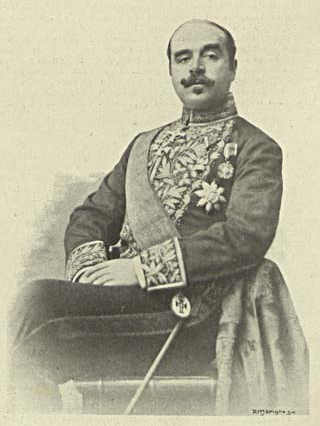
Luís Pinto de Soveral, marqués de Soveral, ministro plenipotenciario de Portugal en Londres (1903).

Un ministro plenipotenciario es un representante acreditado de un estado extranjero en otro país, no disfruta del rango de embajador, categoría inmediatamente superior, junto con nuncio y legado, según el derecho internacional moderno.
La convención de Viena de 1961, en su artículo 14 dice así:
Los jefes de misión se dividen en tres clases: a. embajadores o nuncios acreditados ante los Jefes de Estado, y otros jefes de misión de rango equivalente; b. enviados, ministros o internuncios acreditándose los Jefes de Estado; c. encargados de negocios acreditados ante los Ministros de Relaciones Exteriores.
Según el cuerpo diplomático, es un agente de segunda categoría, llamado también enviado extraordinario. Presenta sus credenciales al jefe del Estado, pero luego su nexo se establece a través de los ministros del gabinete. 

## Historia y evolución
Históricamente, los altos diplomáticos en misión en un estado extranjero disfrutaban del título de "ministro". Debido a la lentas comunicaciones, estos representantes disfrutaban de "plenos poderes" (en latín plenus et potentia).
En la antigüedad, solo las grandes potencias establecían misiones diplomáticas estables, únicamente se intercambiaban misiones diplomáticas permanentes entre países vecinos o con intereses comunes, sin embargo, en ocasiones se despachaban misiones diplomáticas ocasionales para tratar temas específicos o debido a una situación excepcional, como por ejemplo ejercer el voto en una conferencia internacional. En estos casos, se enviaban "ministros plenipotenciarios" con plenas facultades para actuar.

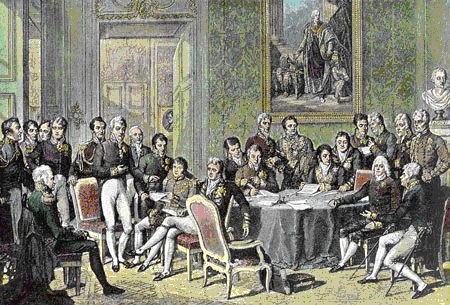
El Congreso de Viena por Jean-Baptiste Isabey, (1819).

El Congreso de Viena, en 1814-1816 codifica las relaciones internacionales y define la jerarquía entre ministro plenipotenciario y embajador en el marco de las relaciones internacionales. Convirtiéndose embajador en el estándar de las relaciones internacionales. Por una parte, asistimos a la mejora de los medios de comunicación que permiten a los soberanos de los países dar instrucciones a sus delegaciones diplomáticas y por otro lado, debido a la doctrina de la ya mencionada conferencia de Viena de 1961, todas las delegaciones deben disfrutar del mismo estatus legal, independientemente de consideraciones como puedan ser el carácter permanente u otras singularidades. Por ello, el término ministro plenipotenciario queda relegado frente al concepto de embajador.